# بخش شینلو
بخش شینلو (به لاتین: Xinluo District) یک منطقهٔ مسکونی در چین است که در لانگیان واقع شده‌است. بخش شینلو ۲٬۶۷۸ کیلومتر مربع مساحت و ۸۴۰٬۰۰۰ نفر جمعیت دارد.